# Polideportivo Eleoncio Mercedes
El Polideportivo Eleoncio Mercedes es una instalación deportiva multiusos situado en La Romana, República Dominicana. Posee una capacidad de 2000 espectadores. Actualmente el escenario donde los Cañeros del Este disputan sus encuentros como locales en la Liga Nacional de Baloncesto.

## Historia
Desde el inicio de la Liga Nacional de Baloncesto en 2005, el recinto ha sido lugar de los Cañeros del Este.
En mayo de 2014 fue sede del «Grupo P» de la clasificación del Campeonato Mundial de Voleibol Femenino de 2014, donde la selección dominicana terminó invicta con 3-0 ante Nicaragua, El Salvador y Guadalupe.